# Tradicijska afrička medicina
Tradicijska afrička medicina (TAM) uključuje indigenu medicinu raznih afričkih kultura, u užem smislu subsaharske Afrike. Sjeverni dio Afrike i dijelovi istoka i jugoistoka kontinenta moraju se uzeti odvojeno u obzir. Granice današnjih država Afrike postoje uglavno zbog kolonijalnih razloga. 
TAM kombinira domorodna znajna o bilju s afričkom duhovnosti. Primjenjuje se od strane babica, gatara, iscjelitelja i travara. Prema podatcima WHO u nekim azijskim i afričkim zemljama i do 80% populacije rabi takve oblike medicine. Od 1977. godine WHO promovira od 1977 tradicionalnu medicinu zemalja u razvoju, za poboljšanje osnovnih usluga primarnog zdravstvtva ruralnog stanovništva. TM je integriran kulturno i društveno, široko dostupna i jeftine.
Za razliku od složenih medicinskh tradicija kao što su one od Kine ili Indije, Tradicijska afrička medicina nije zapisana i samo se temelji na regionalnim tradicijama. Problem je nedostatak regulacije, kontrole i sustava kvalitete. Uglavnom su isckelitelji nepismeni a terapije su im često tajne. Temelje se na nejasneim i mističnim načelim.Postoje i doticaji s ne-medicinskim podrucjima kao što su progoni albina, obrezivanje žena ili odricanje od djelotvornih lijekova kao npr. U liječenju HIV-a.

## Primjeri
Afrička šljiva (lat. prunus africana; pygeum africanum) u tradicionalnoj afričkoj medicini dijelovi afričke šljive koristili su se za liječenje vrućice, malarije, povijanje rana, liječenje problema nastalih zbog otrova sa strelice, boli u želucu, za čišćenje crijeva, za bolesti bubrega, stimuliranje apetita, gonoreju i duševne bolesti...Tek u moderno vrijeme se reklamira za liječenje problema povezanih s povećanom prostatom te za potenciju.